# ZBD-03
ZBD-03 (заводской индекс — WZ-506) — китайская боевая гусеничная плавающая машина, авиадесантируемая парашютным, парашютно-реактивным или посадочным способом.
ZBD-03 предназначена для транспортировки личного состава воздушно-десантных войск, повышения его мобильности, вооружённости и защищённости на поле боя. Принята на вооружение НОАК в 2003 году.
ZBD-03 может десантироваться с транспортных самолетов, например, Ил-76МД, вмещающий три таких БМД.
Машина внешне аналогична российским БМД и также запускается с транспортных самолетов с использованием нескольких парашютов. Основное вооружение ZBD-03 — 30 -мм автоматическая пушка и пусковая установка противотанковых управляемых ракет HJ-73C (с тремя запасными ракетами). Также имеется спаренный 7,62-мм пулемет в вращающейся на 360° башне. Неизвестно, стабилизирована ли пушка. Стрелку для ночного боя доступен оптический прицел с тепловизионным каналом.

## Модификации
- Боевая машина десанта
- Самоходный противотанковый ракетный комплекс, оснащенный ПТРК HJ-8

## На вооружении
- Китай